# درباره گردش اجرام آسمانی
دربارهٔ گردش اجرام سماوی (به لاتین: De revolutionibus orbium coelestium) نام کتابی است که نیکلاس کوپرنیک (۱۹ فوریه ۱۴۷۳ - ۲۴ مه ۱۵۴۳)، ستاره‌شناس لهستانی عصر رنسانس دربارهٔ نظریه خورشیدمرکزی منظومه شمسی نگاشت. در این کتاب نظریهٔ خورشیدمرکزی به جای نظریه زمین‌مرکزی بطلمیوس پیشنهاد شد. این کتاب نخستین بار در سال ۱۵۴۳ در نورنبرگ منتشر شد.

## پیش زمینه

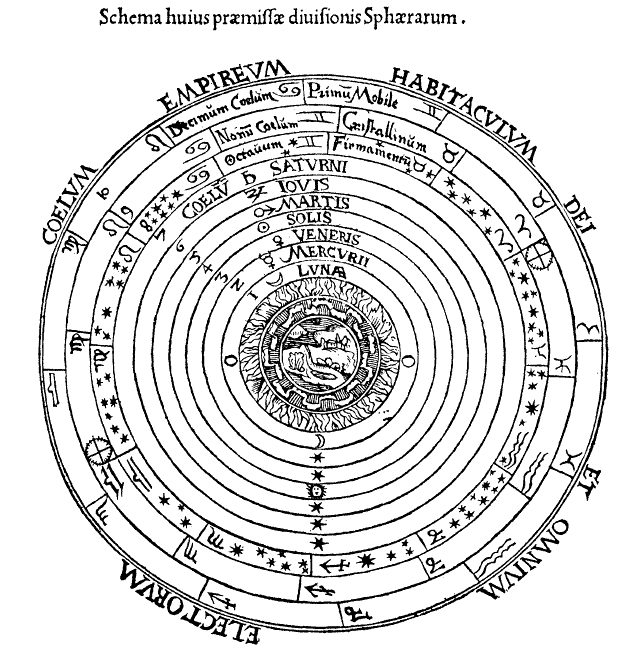
دربارهٔ گردش اجرام آسمانی

برخلاف آنچه در منابع غربی آمده‌است، کپرنیک اولین کسی نبود که به مدل خورشید-مرکزی اعتقاد داشت. قبل از او دانشمندان بسیاری از شرق به ناکارآمدی مدل بطلمیوسی پی برده بودند و مدل خورشید مرکزی را پیشنهاد داده بودند. آریابهاتا ریاضیدان و منجم بزرگ هندی در اوایل قرن ششم میلادی در کتاب خود که آریابهاتیا نامیده می‌شود، به تبعیت از اسلاف هندی خود، مدل خورشیدمرکزی را ارائه نمود و تأکید کرد که زمین علاوه بر چرخش به دور خورشید، به دور خود نیز می‌چرخد. همچنین مشاهده می‌کنیم که وی حتی به بیضی بودن مدار سیارات به دور خورشید نیز اشاره می‌نماید.
اگر چه کپرنیک اولین کسی است نظریه مرکزیت خورشید را فرمول‌بندی دقیق ریاضی و هندسی نمود، ولی سابقه این نظریه به سده‌ها پیش از وی بازمی‌گردد؛ فیلولائوس فیلسوف یونانی قرن چهارم پیش از میلاد و یکی از شاگردان فیثاغورث نخستین کسی است که قائل به حرکت وضعی زمین (چرخش زمین به دور خود) شد. پس از او هراکلیدس پونتسی فرضیه حرکت انتقالی زمین (چرخش زمین به دور یک کانون مشخص) را مطرح کرد. آریستارخوس ساموسی فیلسوف و منجم قرن سوم پیش از میلاد با ترکیب نظریه‌های این دو، اولین نظریه خورشید مرکزی را پیشنهاد کرد. در نظر او خورشید به‌طور ثابت در مرکز عالم جای می‌گیرد و زمین و سیاره‌های دیگر در مسیری کاملاً مدور به دور آن می‌چرخند.
ولی نظریات خورشید مرکزی قبل از کپرنیک، بدون اینکه به محاسبات ریاضی و هندسی و طراحی مدلهای هر سیاره منجر شود، ارائه شده بود. در نتیجه پذیرش آن اصلاً معقول و منطقی نبود.
کوپرنیک در کتاب «دربارهٔ گردش اجرام آسمانی» صادقانه بیان می‌کند که تحت تأثیر افکار «ابن شاطر» قرار داشته‌است.
منابع موجود نشان‌دهنده این است که هر چند ایرانیان و مسلمانان موفق به اثبات حرکت زمین نشده بودند (و یا دستکم منابعی در این زمینه در اختیار ما نیست)؛ اما گروهی از دانشمندان ایرانی بر چنین نظریه‌ای اعتقاد داشته‌اند که در واقع خورشید ثابت بوده و زمین بر گرد آن در چرخش است. یکی از شواهد مکتوب، کتاب «اعلاق‌النفیسه» نوشته ابن‌رسته اصفهانی (قرن سوم هجری/ نهم میلادی) است که تنها یک جلد از هفت جلد آن باقی‌مانده‌است. (این کتاب با ترجمه دکتر حسین قره‌چانلو توسط انتشارات امیرکبیر، و همچنین توسط کراچوفسکی و دیگران به زبان‌های دیگر منتشر شده‌است)
ابن‌رسته، هفتصد سال پیش از کوپرنیک مجموعه‌ای از نظریه‌های دانشمندان مسلمان را گرد آورده‌است که برخی از آنان قائل بر یک یا دو حرکت وضعی و انتقالی زمین بوده‌اند.
«زمین در هر شبانه‌روز، یکبار بر دو قطب خود می‌گردد که از مشرق آغاز و ظرف بیست و چهار ساعت با گذشتن از آنسوی زمین به همان‌جا می‌رسد» (ص ۱۷). «گردشی که از ستارگان به نظر می‌رسد، در واقع حرکت زمین است، نه فلک خورشید» (ص ۳۳).
ابوریحان بیرونی نیز در کتاب «قانون مسعودی» به معرفی دانشمندی به نام عبدالجلیل سجزی (سیستانی) می‌پردازد که به نظریه گردش زمین به دور خورشید اعتقاد دارد و بر همین پایه استرلابی معروف به «زورقی» (شناور/ گردان) ساخته‌است. بیرونی شرح می‌دهد که «رد نظریه سجزی کار ساده‌ای نیست». (قانون مسعودی، متن عربی، بکوشش عبدالکریم الجندی، بیروت، ۲۰۰۲ میلادی، جلد دوم، فصل ششم، ص ۱۴۲.)